# Thomas Marijnissen
Thomas Marijnissen (Breda, 29 december 1998) is een Nederlands profvoetballer die bij KSC Lokeren-Temse speelt. Hij is een rechter buitenspeler.

## Carrière
Marijnissen maakte zijn debuut in het betaald voetbal voor NAC Breda in de Eerste divisie op 25 november 2016, in de met 3-1 verloren uitwedstrijd tegen SC Cambuur. Hij kwam in de 85e minuut in het veld voor Olivier Rommens. Dit zou zijn enige profwedstrijd blijven. Op 17 oktober 2017 werd het contract van Marijnissen op eigen verzoek per direct ontbonden. In 2018 ging hij voor RKSV Rood-Wit Willebrord in de eerste klasse als amateur spelen. Van begin 2019 tot de zomerstop kwam hij uit voor het Belgische KFC Zwarte Leeuw in de Derde klasse amateurs. Na een jaar bij RKSV Halsteren vertrok hij naar ASWH, waar hij wekenlang meetrainde en zelfs enkele oefenwedstrijden speelde. Marijnissen verbrak echter zijn overeenkomst en stapte nog in diezelfde zomer van 2020 over naar Kozakken Boys. Op 25 juli 2022 werd bekend dat Marijnissen terugkeert bij NAC, waar hij een contract voor twee jaar heeft getekend. Na een goed einde bij NAC Breda, waarbij de club promoveerde naar de Eredivsie, was het zoeken naar een nieuw onderdak voor de voetballer. Maar op 29 oktober kwam via officiële kanalen naar buiten dat de voormalig-NAC Breda speler een nieuw contract kreeg bij de Belgische club KSC Lokeren-Temse. Ook wel 'familie' met de club uit Breda.

### Profstatistieken
| Seizoen                       | Club           | Land           | Competitie     | Competitie | Competitie | Beker | Beker | Totaal | Totaal |
| Seizoen                       | Club           | Land           | Competitie     | Wed.       | Dlp.       | Wed.  | Dlp.  | Wed.   | Dlp.   |
| ----------------------------- | -------------- | -------------- | -------------- | ---------- | ---------- | ----- | ----- | ------ | ------ |
| 2016/17                       | NAC Breda      | Nederland      | Eerste divisie | 1          | 0          | 0     | 0     | 1      | 0      |
| 2017/18                       | NAC Breda      | Nederland      | Eredivisie     | 0          | 0          | 0     | 0     | 0      | 0      |
| Carrièretotaal                | Carrièretotaal | Carrièretotaal | Carrièretotaal | 6          | 1          | 1     | 0     | 7      | 1      |
| Bijgewerkt op 12 januari 2021 |                |                |                |            |            |       |       |        |        |